# Meprobamat
Meprobamatul este un medicament de tip carbamat, fiind utilizat în tratamentul anxietății, al insomniei și al spasmelor musculare. Compusul prezintă pe lângă proprietățile anxiolitice și proprietăți miorelaxante și antiepileptice. Calea de administrare disponibilă este cea orală.

## Farmacologie
Mecanismul său de acțiune nu este complet elucidat, însă se cunoaște faptul că prezintă efect de deprimare asupra sistemului nervos central, similar barbituricelor. Compusul se leagă de receptorul de tip A pentru acidul gama-aminobutiric (R GABAA) localizați la nivel SNC.

## Sinteză

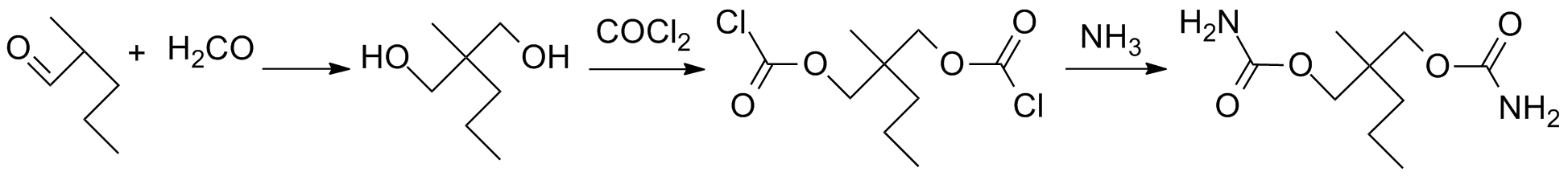
Sinteza meprobamatului: